# Algonkin (volk)

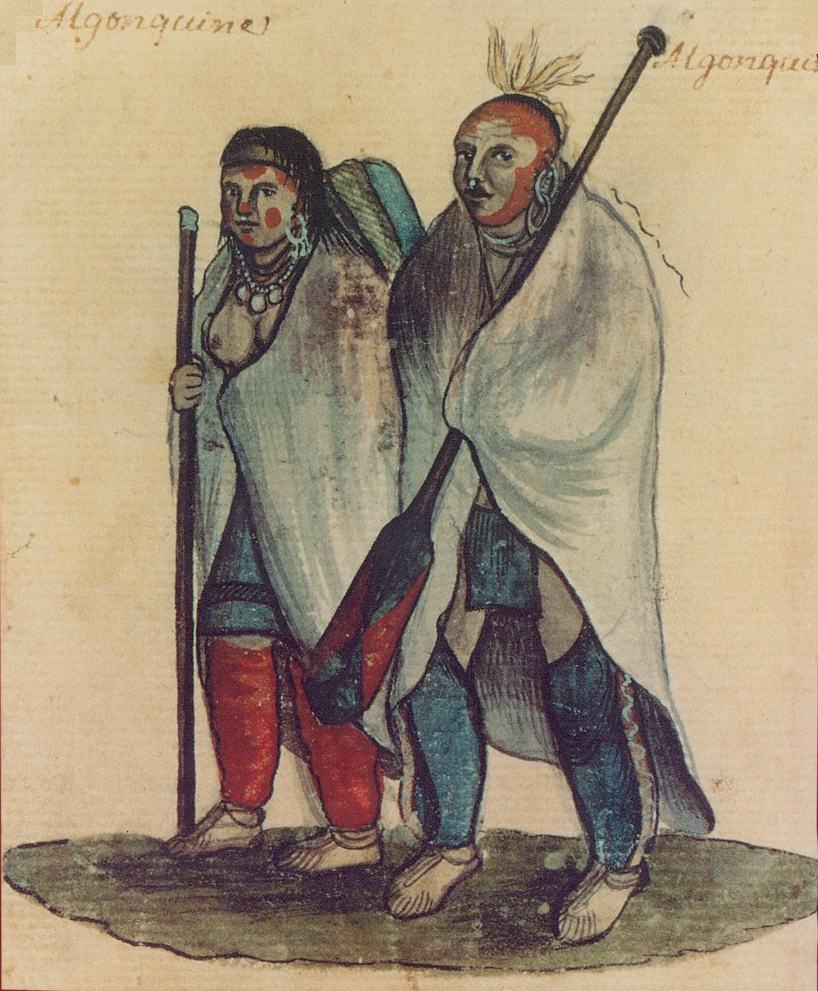
Een Algonquinpaar

De Algonquin (of Algonkin) zijn een inheems volk uit Noord-Amerika, behorende tot de taalgroep van het Algonkian.
Cultureel en taalkundig zijn ze verwant met de Odawa en de Ojibwe, met wie ze samen de Anicinàpe-groep vormen. De Algonquins noemen zich ofwel Omàmiwinini (meervoud: Omàmiwininiwak) ofwel gewoon Anicinàpe.
De term "Algonquin" is afgeleid van het Maliseet woord elakómkwik dat "Wij zijn familie/bondgenoten" betekent. De stam heeft ook zijn naam gegeven aan de heterogene grote groep sprekers van het Algonquin, die verspreid zijn van Virginia tot aan de Rocky Mountains en het noorden van Hudson bay. De meeste Algonquins wonen tegenwoordig echter in de Canadese provincie Quebec. De negen Algonquinstammen in de omgeving van Quebec en één in Ontario maken samen een bevolking van ongeveer 11000 uit.